# Filippa Idéhn
Filippa Idéhn (født 15. august 1990) er en svensk håndboldmålvogter. Hun spiller for Ikast Håndbold og Sveriges kvindehåndboldlandshold. Tidligere har hun spillet for IK Cyrus, IK Sävehof, Team Esbjerg, Brest Bretagne, CS Minaur Baia Mare og Silkeborg-Voel KFUM.